# Séléka
Séléka (pol. Przymierze) – koalicja zbrojnych ugrupowań rebelianckich z Republiki Środkowoafrykańskiej, która 24 marca 2013 dokonała zamachu stanu, w wyniku czego jej lider Michel Djotodia został prezydentem kraju. Jednak waśnie między ugrupowaniami wchodzącymi w skład koalicji i jej zbrodnicza działalność doprowadziły do rozwiązania Przymierza 13 września 2013.
Sojusz składał się z pięciu ugrupowań rebelianckich: Unia Sił Demokratycznych na rzecz Jedności (UFDR) i Konwencja Patriotów na Rzecz Sprawiedliwości i Pokoju (CPJP), Ludowy Demokratyczny Front Afryki Centralnej (FDPC), Sojusz na Rzecz Odrodzenia i Odbudowy (A2R) oraz Patriotyczna Konwencja Ochrony Kraju (CPSK). Główne grupy podpisały porozumienia pokojowe i przechodziły proces rozbrajania, jednak ponownie podjęli działania ofensywne. Po raz pierwszy Séléka ujawniła się jako sojusz CPJP-CPSK, kiedy to 15 września 2012 dokonano ataków na miasta  Sibut, Damara i Dekoa. Do grudnia 2012, kiedy w kraju rozpoczęła się rebelia, do ugrupowania przystąpił UFDR, FDPC oraz A2R.
Konflikt zakończył się obaleniem François Bozizé i przejęciem władzy przez ludzi związanych z Séléką z Michelem Djotodią na czele. Jednak nowy prezydent szybko stracił kontrolę nad podległymi mu siłami, które siały spustoszenie w kraju. Republika Środkowoafrykańska stała się państwem upadłym pozbawionym władzy centralnej, w którym nie obowiązywały żadne prawa, a uzbrojone oddziały partyzantów, rabusiów i lokalnych watażków dokonywały mordów, gwałtów i grabieży. W sierpniu 2013 ONZ uznała Republikę Środkowoafrykańską za państwo upadłe. Kiedy Djotodia utracił kontrolę nad Seleką, rozwiązał we wrześniu 2013 koalicję. Jednak ugrupowania tworzące sojusz nie podporządkowały się dekretowi, co nakręciło spiralę przemocy, która przerodziła się w wojnę domową między bojówkami muzułmańskimi wchodzących w skład Séléki i chrześcijańskimi milicjami obronnymi Antybalaka.